# 帝力區
帝力区是東帝汶的一個区，位於帝汶島北部。曾包括島外的阿陶羅島，该岛于2022年1月1日自成一区。面積367平方公里，2010年人口234,331人，是該國面積最小，但人口最多的一個区。首府帝力也是該國的首都。
下分五次區。